# Écriture redjang
Pour les articles homonymes, voir Redjang (homonymie).
L’écriture redjang ou rejang (en anglais, rejang) est un alphasyllabaire de type abugida de la famille dite brahmique qui était utilisé traditionnellement dans la région de Bengkulu, au sud de l’île indonésienne de Sumatra, avant l’arrivée de l’islam. Il est apparenté à d’autres alphasyllabaires indonésiens, comme l’écriture rencong, l’écriture batak et l’écriture lontara.

## Généralités
La langue redjang est parlée par environ 200 000 personnes dans le nord de la province de Bengkulu (dans les kabupaten d’Argamakmur, Curup, Kepahiang et Muaraaman), ainsi que dans la province de Sumatra du Sud (près de Muara Kulam). On en distingue cinq dialectes principaux : lebong, musi, kebanagung, pasisir et rawas.
Le corpus traditionnel redjang consiste essentiellement en des textes rituels, des incantations de guérisseurs et de la poésie.
L'alphasyllabaire utilisé pour son écriture traditionnelle est appelé localement aksara kaganga (« alphabet ka ga nga »), d’après ses trois premières lettres.

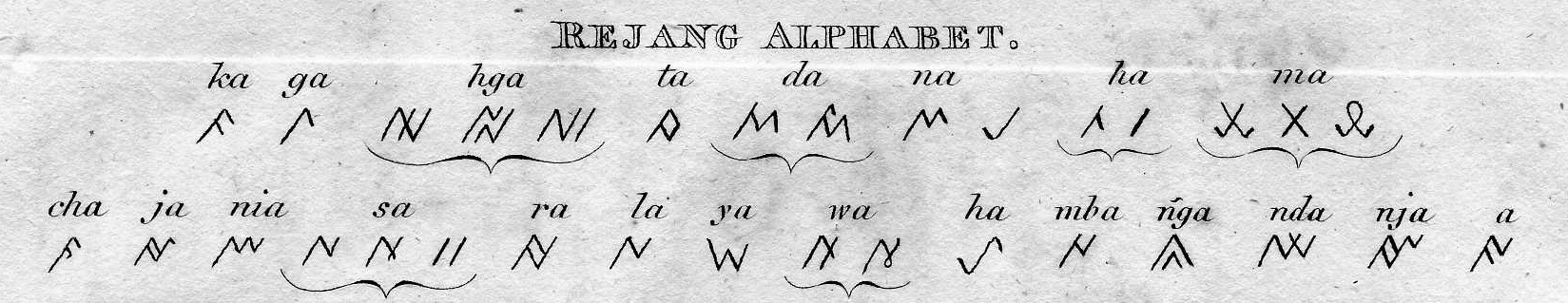
Les 23 consonnes de base (avec leurs variantes glyphiques) de l’alphasyllabaire redjang, tel que reproduit dans un livre en anglais publié en 1820. La lettre non identifiée (entre na et ba) sur la première rangée est un pa ; la lettre incorrectement identifiée comme un hga est en fait un nga; la lettre incorrectement identifiée comme un ha est en fait un ba (ce sont probablement des coquilles d'un imprimeur qui ne connaissait pas bien le syllabaire lors de la reproduction d’un manuscrit).

## Représentation informatique

### Code d’écriture
ISO 15924 : Rjng

### Caractères Unicode/CEI/ISO 10646
Les caractères de l’écriture sont codés en Unicode dans le bloc U+A930 à U+A95F.
| en fr  | 0 | 1 | 2 | 3 | 4 | 5 | 6 | 7 | 8 | 9 | A | B | C | D | E | F |
| ------ | - | - | - | - | - | - | - | - | - | - | - | - | - | - | - | - |
| U+A930 | ꤰ | ꤱ | ꤲ | ꤳ | ꤴ | ꤵ | ꤶ | ꤷ | ꤸ | ꤹ | ꤺ | ꤻ | ꤼ | ꤽ | ꤾ | ꤿ |
| U+A940 | ꥀ | ꥁ | ꥂ | ꥃ | ꥄ | ꥅ | ꥆ | ꤰꥇ | ꤰꥈ | ꤰꥉ | ꤰꥊ | ꤰꥋ | ꤰꥌ | ꤰꥍ | ꤰꥎ | ꤰꥏ |
| U+A950 | ꤰꥐ | ꤰꥑ | ꤰꥒ | ꤰ꥓ |   |   |   |   |   |   |   |   |   |   |   | ꥟ |